# Berneuil-en-Bray
Berneuil-en-Bray ist eine französische Gemeinde mit 819 Einwohnern (Stand 1. Januar 2022) im Département Oise in der Region Hauts-de-France. Die Gemeinde liegt im Arrondissement Beauvais und ist Teil der Communauté d’agglomération du Beauvaisis und des Beauvais-2.

## Geographie

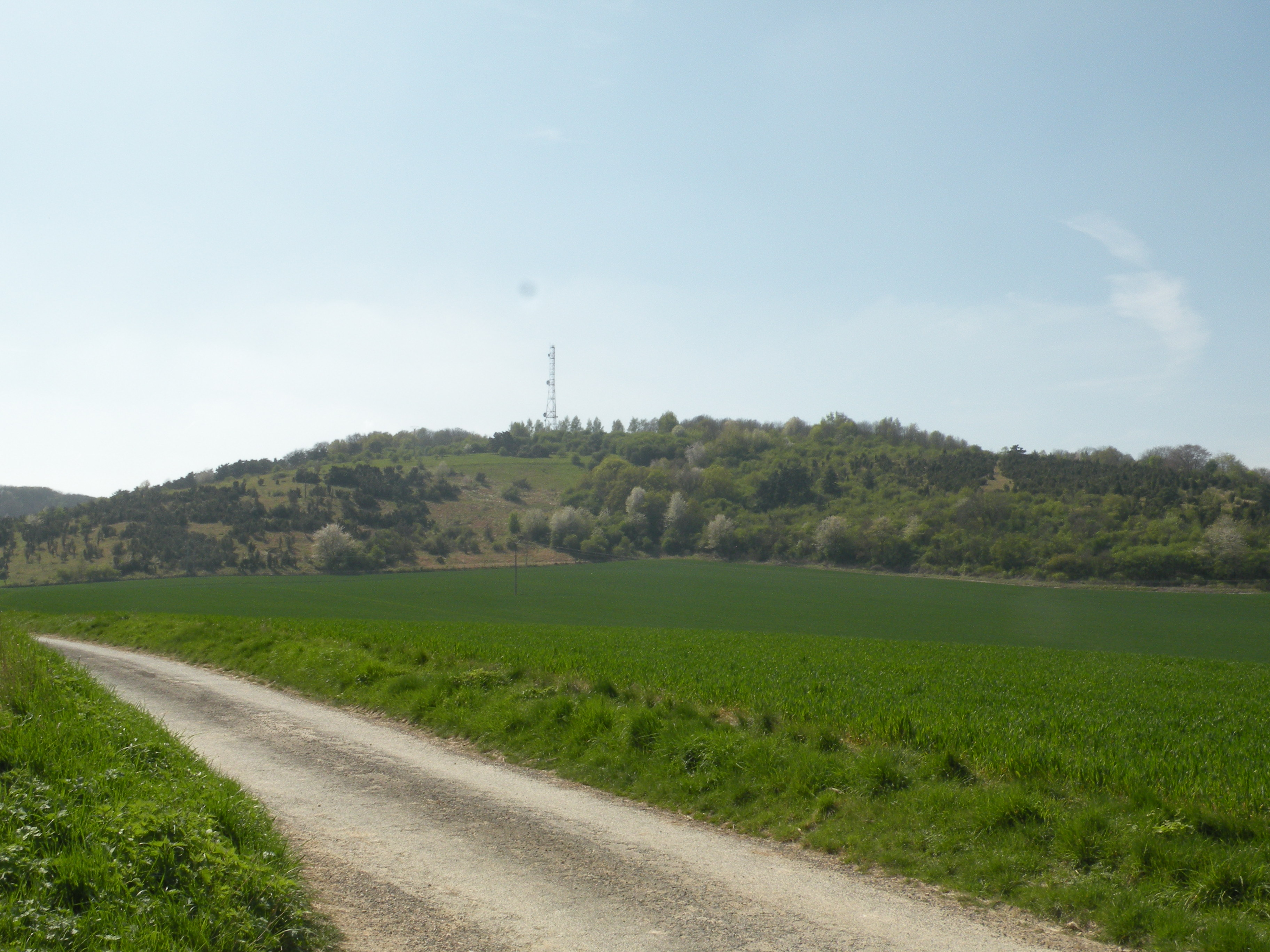
Mont Florentin

Die Gemeinde mit den Ortsteilen Les Vivrots und Vaux liegt rund sechs Kilometer ostsüdöstlich von Auneuil. Am Mont Florentin liegt ein Larris-Gelände mit Trockenrasen und Schafhaltung.

## Einwohner
| 1962 | 1968 | 1975 | 1982 | 1990 | 1999 | 2006 | 2011 |
| ---- | ---- | ---- | ---- | ---- | ---- | ---- | ---- |
| 414  | 363  | 385  | 544  | 650  | 756  | 780  | 788  |

## Verwaltung
Bürgermeister (maire) ist seit 2014 Jacky Petit.

## Sehenswürdigkeiten
- Kirche Saint-Germain aus dem 13. Jahrhundert, 1980 als Monument historique klassifiziert[1][2]
- um 1850 erneuertes Schloss von Auteuil (Château d'Auteuil), seit 2007 als Monument historique eingetragen (die Anlage teilweise auf dem Gebiet der Nachbargemeinde Auteuil (Oise))[3]

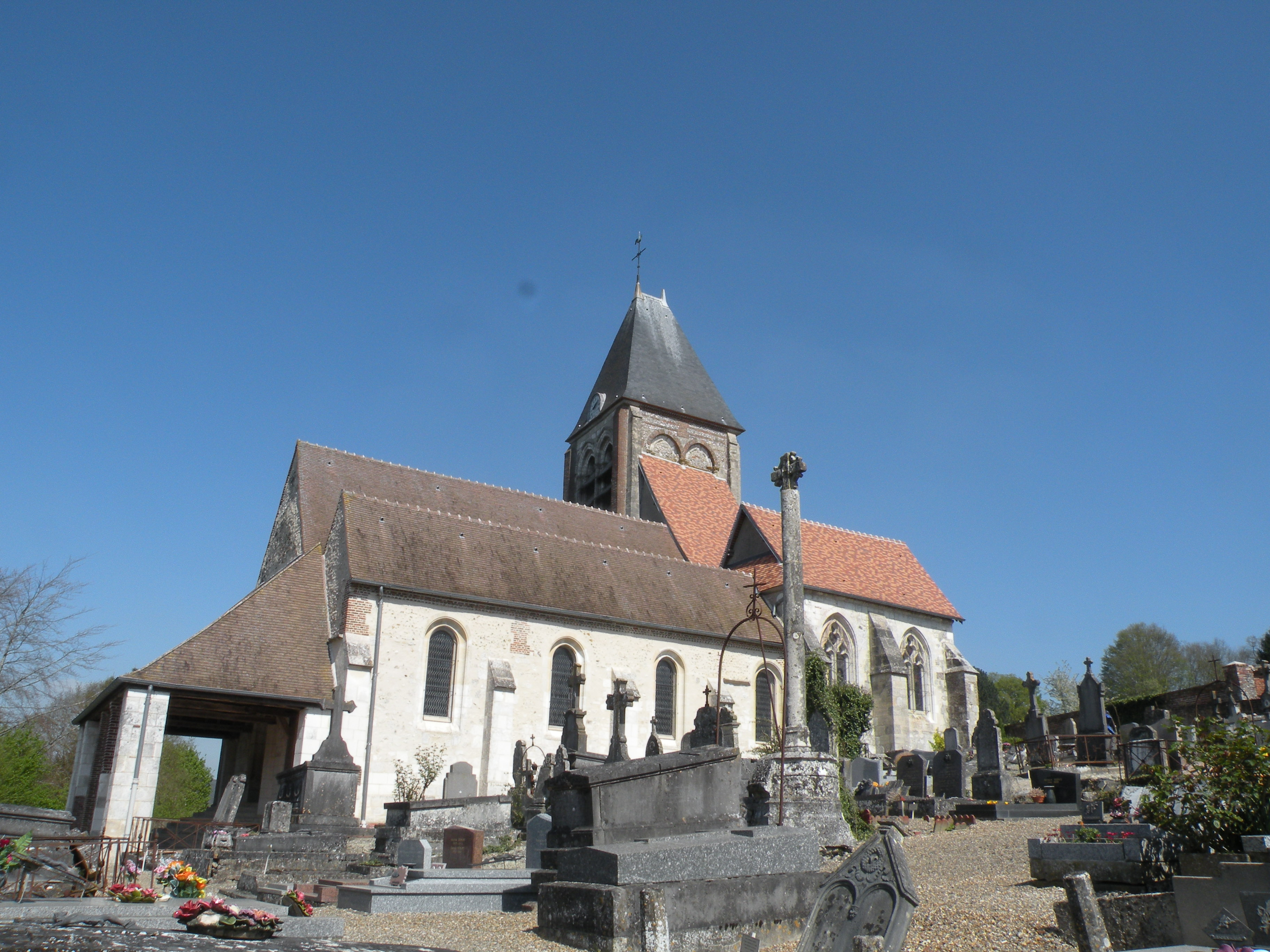
Kirche Saint-Germain
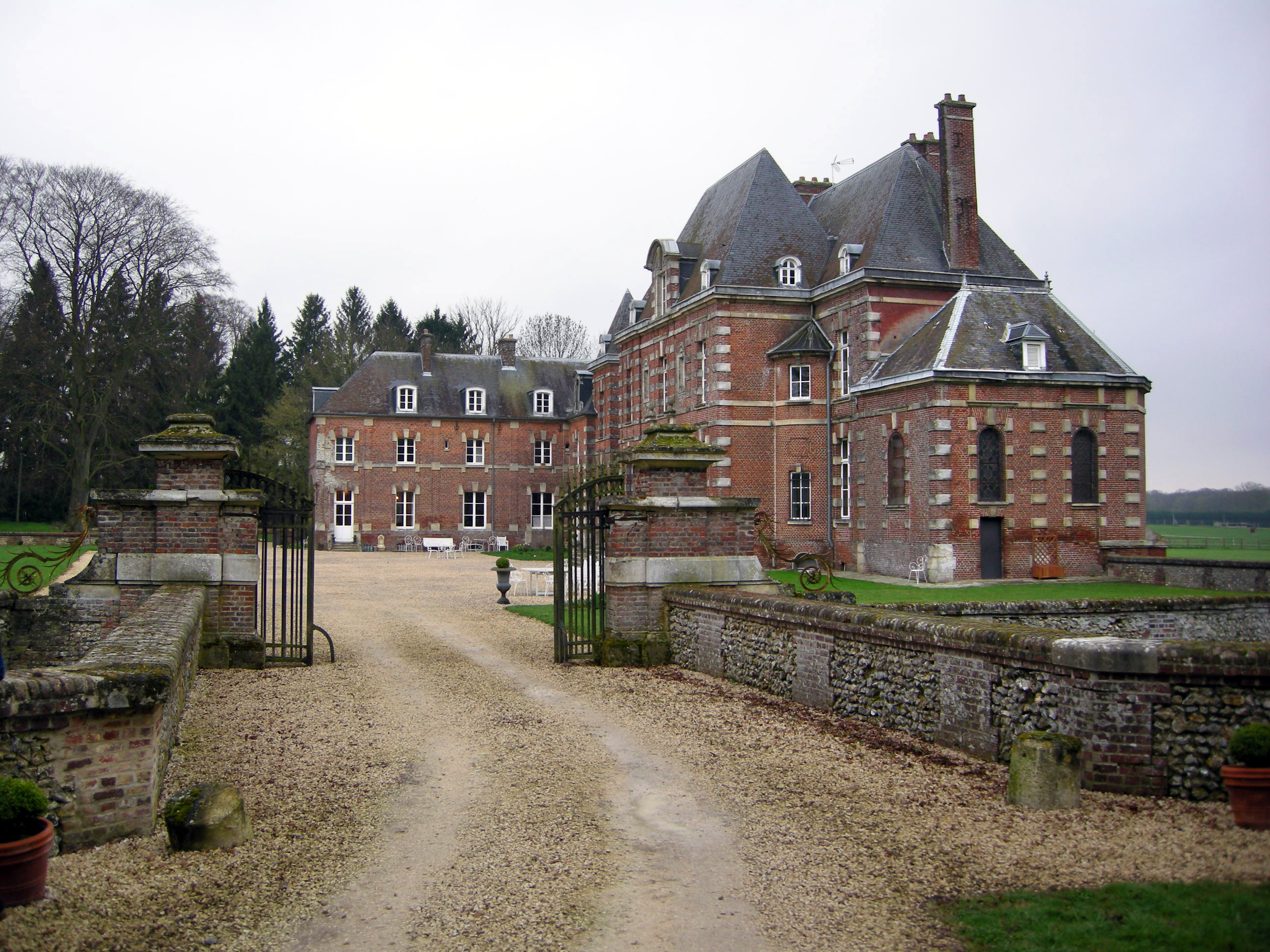
Château d'Auteuil